# Adalberón de Eppenstein
Adalbero von Eppenstein (980-29 de noviembre de 1039) fue Duque de Carintia desde 1011 o 1012. Fue sucesor del salio Conrado I.
Luego de una serie de altercados políticos con los salios y una fracasada rebelión contra Conrado II, Emperador del Sacro Imperio Romano Germánico, Adalbero fue obligado a renunciar a todos sus cargos y feudos. 
Sin embargo, Egilberto, Obispo de Freising, un consejero del hijo de Conrado, Enrique, aconsejó a los príncipes de Alemania y al mismo Enrique que no reconocieran su renuncia. Se hicieron necesarios los ruegos de Conrado para que Enrique consintiera al acto y Adalberón finalmente fue destituido. Murió en el exilio en 1039.
Adalberón contrajo matrimonio con Beatriz, hermana de Herman II de Suabia, de la Dinastía Conradina.